# 華萊士鎮區 (阿肯色州富蘭克林縣)
華萊士鎮區（英語：Wallace Township）是位於美國阿肯色州富蘭克林縣的一個行政鎮區。

## 地方資料
華萊士鎮區的面積為38.98平方千米，當中陸地面積為35.57平方千米，而水域面積為3.41平方千米。根據2010年美國人口普查的數據，當地共有人口323人，而人口密度為每平方千米8.29人。